# 掛け反り
掛け反り（かけぞり）は、相撲の日本相撲協会制定決まり手八十二手、反り手の一つである。

## 概要
相手の左手首を右手で持ち、左腋に相手の前方から頭を入れ、左脚を切り返しのように踏み込んで後ろに倒すか、外掛けの様に相手の右脚に外から掛け横反りに反って倒すかする技。1960年1月に決まり手が制定されて以来、幕内の取り組みで2024年現在、使われたことはない。幕下以下では、2001年3月場所4日目、序二段でモンゴル出身の保志桜が決めている。
日本のアマチュア相撲の中学生以下では禁じ手である。
書籍『日本相撲伝』に掲載された掛反（かけぞり）とは異なる技である。